# Parafia Najświętszego Serca Pana Jezusa w Grudziądzu
Parafia Najświętszego Serca Pana Jezusa i św. Ojca Pio w Grudziądzu – parafia rzymskokatolicka w diecezji toruńskiej, w dekanacie Grudziądz I, z siedzibą w Grudziądzu. Erygowana 1 lipca 1934.

## Historia
- 1 lipca 1934 – powołanie parafii w dzielnicy Tarpno przez biskupa chełmińskiego Stanisława Wojciecha Okoniewskiego.

## Kościół parafialny
Pierwszy kościół parafialny powstał w wyniku przebudowy wielkiej sali widowiskowej dawnego zajazdu, poświęcony 23 grudnia 1923. W 1945 roku uszkodzony, a następnie podpalony podczas walk. Obecny kościół parafialny wybudowany w latach 1946-1948.

## Ulice należące do parafii
Akacjowa, Bratkowa, Brzozowa, Cedrowa, Cisowa, Daliowa, Dąbrówki, Dębowa, Drzymały, Elbląska, Głowackiego, Goździkowa, Górna, Graniczna, Grabowa, Gromady Grudziąż, Jaśminowa,Kaliowa, Karabinierów, Kołłątaja, Klonowa, Kruszelnickiego, Krzyżowa, Kurpiowska Droga, Legionów (część), Lipowa, Leśna, Malwiowa, Nasturcjowa, Ossowskiego, Paderewskiego, Piastowska, Pietrusińskiego, Polna, Poniatowskiego, Powstańców Wielkopolskich, Przednia, Różana, Sambora, Słonecznikowa, Sowińskiego, Świerkocińska, Tczewska, Tulipanowa, Tylna, Tysiąclecia (część), Wróblewskiego.